# Roscio (khu tự quản)
Roscio là một khu tự quản thuộc bang Bolívar, Venezuela. Thủ phủ của khu tự quản Roscio đóng tại Guasipati. Khự tự quản Roscio có diện tích 6182 km2, dân số theo điều tra dân số ngày 21 tháng 10 năm 2001 là 18831 người.